# Høyjord
Høyjord es un pueblo (en noruego, bygd) situado en el municipio de Sandefjord, en la provincia de Vestfold, Noruega. Tiene una población estimada, a inicios de 2021, de 365 habitantes.
Está ubicado al sureste del país, a poca distancia al sur de Oslo, al oeste de la frontera con Suecia y junto a la costa occidental del fiordo de Oslo.